# 969
Cette page concerne l'année 969  du calendrier julien. Pour l'année 969 av. J.-C., voir 969 av. J.-C.
L'année 969 est une année commune qui commence un vendredi.

## Événements

### Proche-Orient
- 5 février : le Fatimide al-Mu'izz, après avoir imposé son autorité sur la Tunisie, l’Algérie, une partie du Maroc et la Sicile, lance le général Jawar à la conquête de l’Égypte à la faveur d’une crise économique. Jawar, à la tête de plus de 100 000 cavaliers, emporte un immense trésor qu’il doit distribuer aux Égyptiens[1].
- Juin : Jawar entre en Égypte sans coup férir et est vainqueur au pied des pyramides[1].
- 6 juillet : prise de Fostat par Jawar et fondation du Caire. L'Égypte est conquise par les Fatimides[1].
- 28 octobre[2] : le patrice Michel Bourtzès tente de s'emparer d’Antioche par escalade ; mis en difficulté, il est secouru par Pierre Phocas le 1er novembre[3].
- 25 novembre : le général fatimide Ja'far quitte Le Caire avec une armée pour une campagne en Syrie[4].
- Décembre : Pierre Phocas obtient la capitulation d'Alep, la capitale des Hamdanides. Kargouyah, secrétaire de Ali Sayf al-Dawla qui a pris le pouvoir, signe un traité de vassalité à l'Empire byzantin[3].

- Concile d’Ani, en Arménie. Il dépose le catholicos Vahan Ier pour son adhésion au canons du concile de Chalcédoine[5].

### Europe

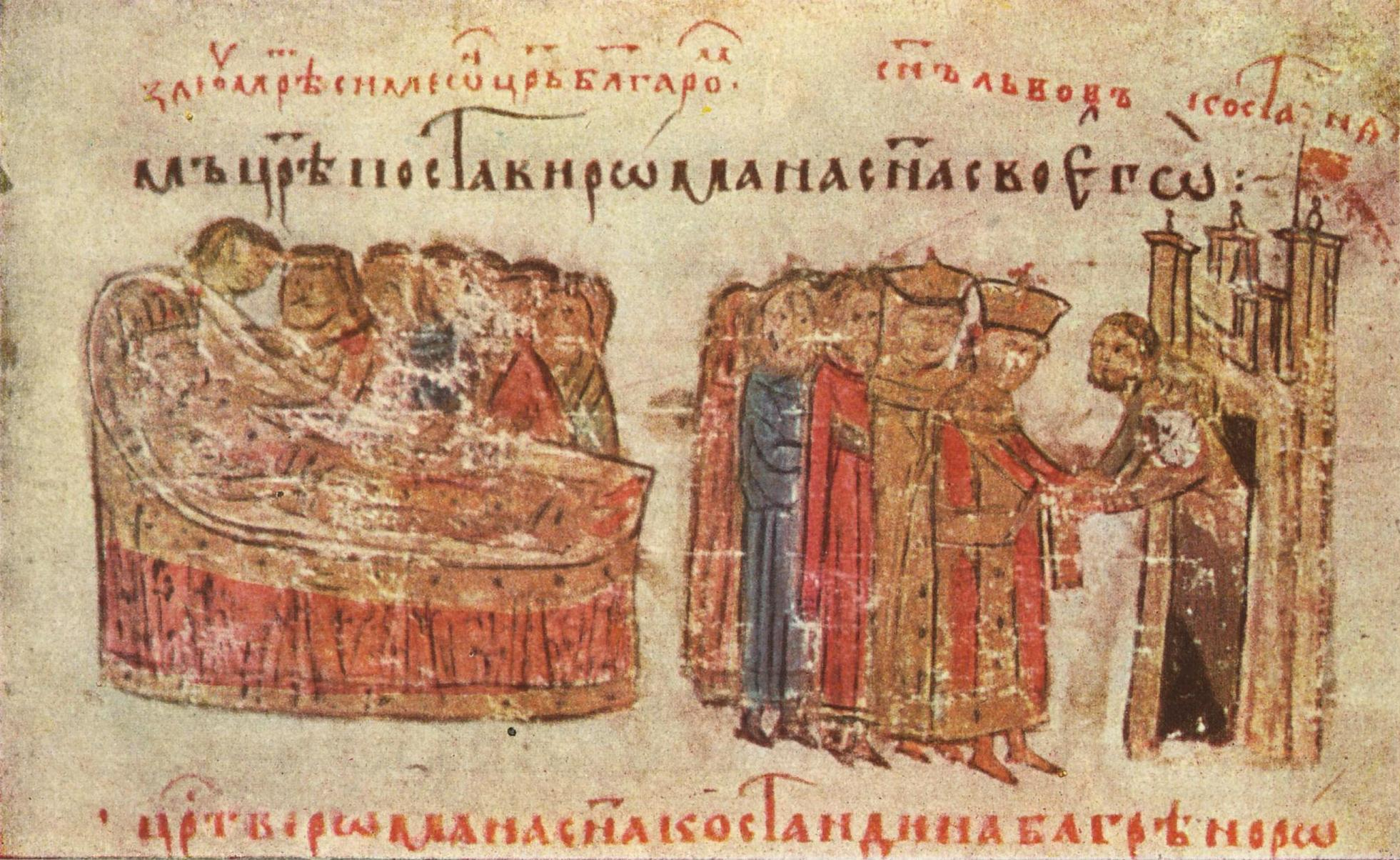
La mort du tsar Pierre Ier de Bulgarie et le retour de ses fils de Constantinople. Chronique de Constantin Manassès, XIVe siècle

- Janvier : Nicéphore Phocas, de retour de Syrie, se rapproche des Bulgares face aux ambitions de Sviatoslav de Kiev. Deux princesses bulgares sont fiancées aux empereurs Basile et Constantin[3].
- 30 janvier : à la mort du tsar Pierre, Nicéphore Phocas renvoie ses deux fils qui étaient retenus en otage à  Constantinople. Boris II et proclamé tsar des Bulgares mais n'est pas reconnu par tous les boliades[6] (fin de règne en 972)[3].
- 18 avril  : Otton Ier est devant Cosenza. Il menace la Calabre et les Pouilles byzantines[7].
- 1er mai : Otton est devant Bovino, ville aux mains des Byzantins[8]. Il confie la poursuite du siège au prince de Bénévent et de Capoue, Pandulf Tête de Fer.
- 26 mai : Otton est à Rome[7].
- Juin[9] : Pandulf Tête de Fer est fait prisonnier par les Byzantins pendant l'assaut contre Bovino et conduit à Constantinople (fin en 971) ; les Byzantins prennent Avellino et vont assiéger Capoue, puis se retirent devant l'avance de l'armée de Saxons et de Germains recrutée par Otton, qui avance jusqu'à Naples[10].
- 11 juillet : à la mort d’Olga Prekrasa, Sviatoslav Ier confie l’administration de Kiev à son fils aîné Iaropolk Ier, Novgorod à Vladimir et le gouvernement des Drevlianes à Oleg[11].
- Août : après avoir écarté la menace des Petchenègues sur Kiev, Sviatoslav retourne en Bulgarie. Il prend Preslav et Philippopolis (Plovdiv) et conquiert la Bulgarie orientale au nord des Balkans[12]. Il se heurte aux Byzantins.
- 16 novembre : mort d'Odelric de Reims[13]. Adalbéron devient évêque de Reims (fin en 989).
- 11 - 12 décembre : Nicéphore II Phocas est assassiné au palais de Boucoléon lors d'un complot dirigé par Jean Tzimiskès, qui est proclamé empereur byzantin associé (fin en 976). Jean rappelle au palais le parakimomène Basile Lécapène. Pour se concilier le patriarche Polyeucte, il accuse deux patrices du meurtre de Nicéphore, puis fait exiler sa maitresse Théophano, veuve de Nicéphore et complice de sa mort[3].
- 25 décembre : Jean Ier Tzimiskès est couronné par le patriarche Polyeucte qui l'absout de sa participation à l'assassinat de Nicéphore[3].

- Nouvelle expédition des Rus' de Kiev contre les Khazars. Ils mettent à sac les villes de Bolgar, Khazaran, Itil et Samandar[14]. L'empire khazar est anéanti (réduit à la Crimée).